# Daphne Osborne
Pour les articles homonymes, voir Osborne.
Daphne J. Osborne (7 mars 1930, - 16 juin 2006) était une botaniste britannique spécialiste des hormones végétales. Ses travaux de recherche dans le domaine de la physiologie des plantes s'étendent sur cinq décennies et ont donné lieu à plus de deux cents articles, dont vingt ont été publiés dans la revue Nature,. Sa notice nécrologique dans le quotidien britannique The Times a décrit ses réalisations scientifiques comme «légendaires»; la Botanical Society of America a attribué son succès à son merveilleux style intellectuel, associé à sa capacité remarquable de compréhension des résultats expérimentaux.
Ses recherches ont porté sur les hormones végétales, la biologie des graines et la réparation de l'ADN végétal. Elle est surtout connue pour son travail sur l'éthylène, en particulier pour sa démonstration que l'éthylène est une hormone végétale, et qu'il est le principal régulateur du vieillissement des plants et de l'abscission des feuilles et des fruits. Elle a également créé le concept de cellule-cible en tant que modèle pour comprendre l'action des hormones végétales.

## Formation et carrière
Née en Inde, où son père était administrateur colonial, Osborne a dû revenir faire ses études à la Perse School de Cambridge. elle poursuit ses études par une licence de chimie et une maitrise en botanique au King's College de Londres. Elle passe sa thèse sur les régulateurs de croissance a l'Université de Londres sous la direction de R. Louis Wain. Elle obtient son premier poste au département de biologie de la California Institute of Technology, aux États-Unis, en tant que boursière Fulbright et elle travaille notamment avec le botaniste Fritz Went,.
Elle a effectué une grande partie de sa carrière à l'Agricultural Research Council (ARC), rebaptisé Agricultural and Food Research Council (AFRC) avant de devenir le Biotechnology and Biological Sciences Research Council (BBSRC). En 1952, elle rejoint l'Unité expérimentale d'Agronomie de l'Université d'Oxford où elle a travaillé jusqu'à la fermeture de l'unité en 1970. Elle a ensuite occupé le poste de directeur adjoint de la nouvelle Unité de développement botanique de l'Université de Cambridge,. Au cours de cette période, elle est devenue la première femme professeur du Churchill College et a également supervisé les premières femmes doctorantes du Collège,.  Après la fermeture de l'unité en 1978, elle rejoint l'AFRC Weed Research Organisation à Begbroke juste en banlieue d'Oxford, où elle a travaillé jusqu'à sa fermeture en 1985, pour atteindre le poste de sous-chef de la direction scientifique, un haut poste dans la fonction publique britannique.
En 1985, Osborne a pris sa retraite de la fonction publique et est devenue professeur invitée au département des sciences végétales de l'Université d'Oxford ainsi que chargée de cours honoraire à l'Open University et au Somerville College à Oxford. En 1991, elle atteint l'âge de la retraite et s'installe à l'unité de recherche Oxford de l'Université ouverte à Foxcombe Hall, à Boars Hill, où elle resta jusqu'à sa mort en 2006. Au cours de sa période à l'Université Ouverte, elle a dirigé des projets de recherche internationaux de la Royal Society et a également attiré des financements d'Unilever, le Wellcome Trust et du Biotechnology and Biological Sciences Research Council,.
Osborne a beaucoup voyagé au cours de sa carrière, occupant pendant des courtes périodes des postes à l'université de Princeton et au California Institute of Technology aux États-Unis et elle visita l'Argentine, l'Australie, l'Inde, Israël, la Malaisie, le Nigeria et l'Afrique du Sud. Elle a également créé de nombreuses collaborations internationales, dernièrement avec des scientifiques de Chine et d'Ukraine,. En 1988, elle a organisé avec succès un atelier international de l'OTAN, à Turin, en Italie.

## Travaux
Osborne s'est intéressée tout au long de sa vie au contrôle hormonal de la croissance, de la différenciation et du développement des plantes. Elle est particulièrement connue pour ses travaux visant à établir que l'éthylène est une hormone végétale naturelle, plutôt qu'un sous-produit ou un déchet et pour avoir démontré que l'éthylène, plutôt que de l'acide abscissique, est le principal régulateur de la sénescence (le vieillissement) et de l'abscission (effusion de pièces telles que les feuilles),,. Elle a effectué des recherches sur les interactions entre l'éthylène et l'auxine (une autre hormone végétale) dans le contrôle de nombreux aspects du développement des plantes. Ce travail l'a amenée à développer l'idée de cellule cible en tant que modèle pour expliquer la façon dont un petit nombre d'hormones végétales peuvent exercer de nombreux effets différents, un concept qu'elle a exposé dans son livre Hormones, Signals, And Target Cells In Plant Development (Hormones, signaux et cellules cibles dans le développement des plantes) (co - écrit avec Michael McManus),,.
Un autre de ses principaux sujets de recherche a été la biologie des graines. Experte en vieillissement des graines et réparation de l'ADN, Osborne a étudié les effets de la dégradation de l'ADN, la réparation et la longueur des télomères sur la viabilité des graines. Dans les années 1970, elle a été parmi les premières à tenter d'isoler les acides nucléiques de très vieilles graines, prouvant que de très courts fragments d'ADN peuvent être récupérés de graines provenant de tombes égyptiennes. Parmi ses derniers projets de recherche figure une étude sur la réparation de l'ADN dans les graines et le pollen exposés aux retombées radioactives après l'explosion du réacteur nucléaire de Tchernobyl,.

## Ouvrages

### Livres
- Osborne DJ, McManus MT. Hormones, Signals and Target Cells in Plant Development (Developmental and Cell Biology Series no. 41) (Cambridge University Press; 2005)  (ISBN 0-521-33076-9)

### Articles
- Boubriak II, et al. (2008) Adaptation and impairment of DNA repair function in pollen of Betula verrucosa and seeds of Oenothera biennis from differently radionuclide-contaminated sites of Chernobyl. Annals of Botany 101: 267–276 (pdf)
- Osborne DJ. (1984) Concepts of target cells in plant differentiation. Cell Differentiation 14: 161–169
- Cheah KSE, Osborne DJ. (1978) DNA lesions occur with loss of viability in embryos of aging rye seed. Nature 272: 593–599 (abstract)
- Osborne DJ, Wright M. (1978) Gravity induced cell elongation. Proceedings of the Royal Society of London B 199: 551–564
- Knee M, Sargent JA, Osborne DJ. (1977) Cell wall metabolism in developing strawberry fruits. Journal of Experimental Botany 28: 377–396 (abstract)
- Osborne DJ, Jackson MB, Milborrow BV. (1972) Physiological properties of an abscission accelerator from senescent leaves. Nature New Biology 240: 98–101
- Jackson MB, Osborne DJ. (1970) Ethylene, the natural regulator of leaf abscission. Nature 225: 1019–1022 (abstract)
- Ridge I, Osborne DJ. (1970) Hydroxyproline and peroxidases in cell walls of Pisum sativum: regulation by ethylene. Journal of Experimental Botany 21: 843–856 (abstract)
- Horton RF, Osborne DJ. (1967) Senescence, abscission and cellulase activity in Phaseolus vulgaris. Nature 214: 1086–1088 (abstract)
- Ellis PE, Carlisle DB, Osborne DJ. (1965) Desert locusts: sexual maturation delayed by feeding on senescent vegetation. Science 149: 546–547 (abstract (with link to pdf))
- Fletcher RA, Osborne DJ. (1965) Regulation of protein and nucleic acid synthesis by gibberellin during leaf senescence. Nature 207: 1176–1177
- Osborne DJ, Hallaway HM. (1964) The auxin, 2-4-dichlorophenoxyacetic acid as a regulator of protein synthesis and senescence in detached leaves of Prunus. New Phytologist 63: 334–347
- Osborne DJ. (1962) Effect of kinetin on protein & nucleic acid metabolism in Xanthium leaves during senescence. Plant Physiology 37: 595–602
- Osborne DJ. (1955) Acceleration of abscission by factors in senescent leaves. Nature 176: 1161–1163